# Храм Вознесіння Господнього (Лук'янівка)
Храм Вознесіння Господнього — втрачена пам'ятка української дерев'яної архітектури 2-ї половини XIX століття в селі Лук'янівка Броварського району Київської області.
1758 року в селі було споруджено першу церкву. Упродовж 1879 року навпроти старої було зведено теперішню церкву. Стару церкву невдовзі було розібрано, однак місце незабудоване й досі.
Церкву було закрито 1930 року. 1941 року під час німецької окупації в церкві були відновлені богослужіння, і з тих пір храм жодного разу не закривався.
Церква була в користуванні Бориспільської єпархії УПЦ (МП).
25 березня 2022, після звільнення села Збройними силами України від російських загарбників, останні зруйнували храм. За словами його настоятеля, «о 4-й годині ночі російський танк чотирма пострілами вщент зруйнував цю церкву».
Купол та ікони церкви стали експонатами Національного музею історії України у Другій світовій війні.

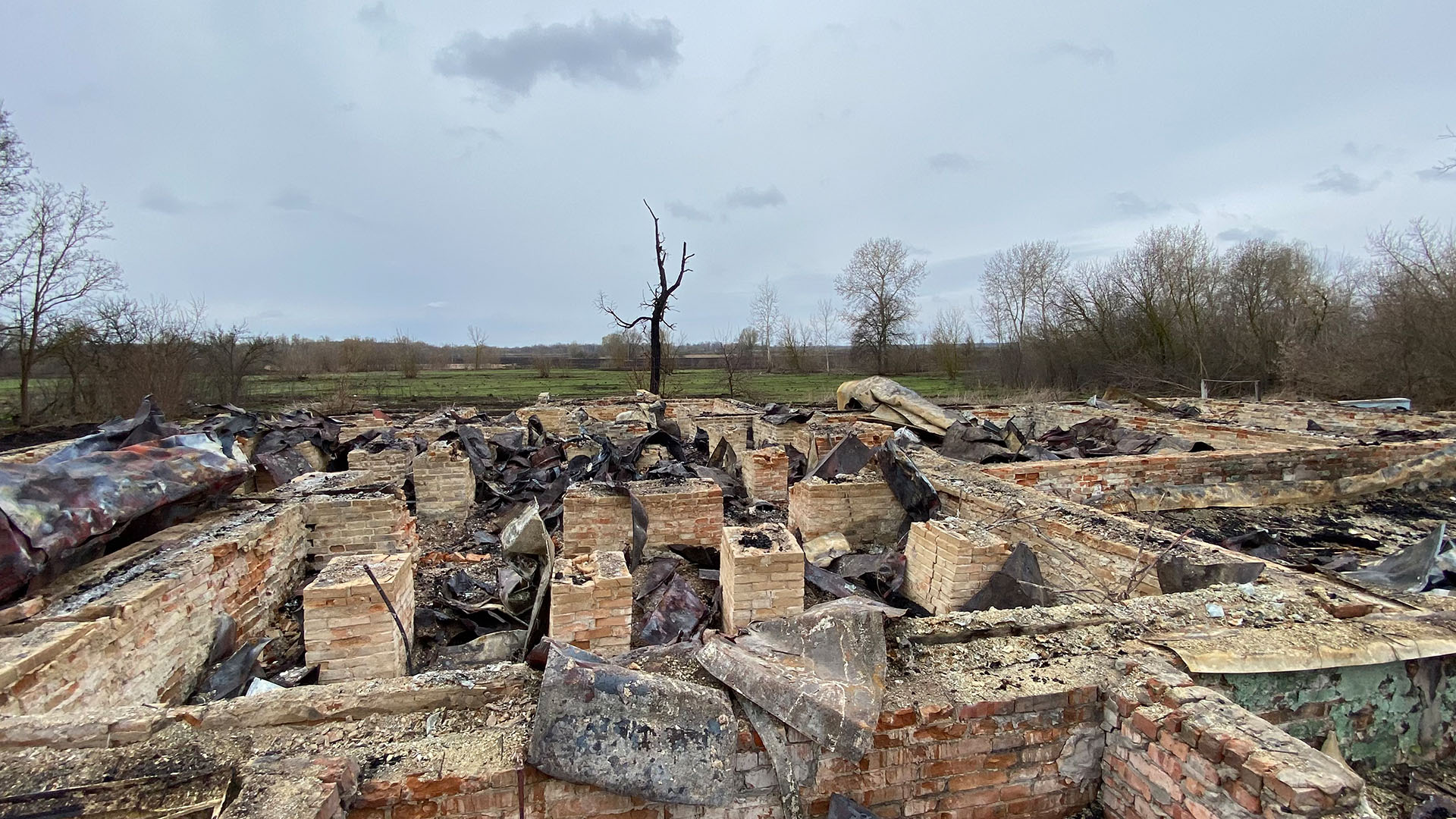
Руїни церкви
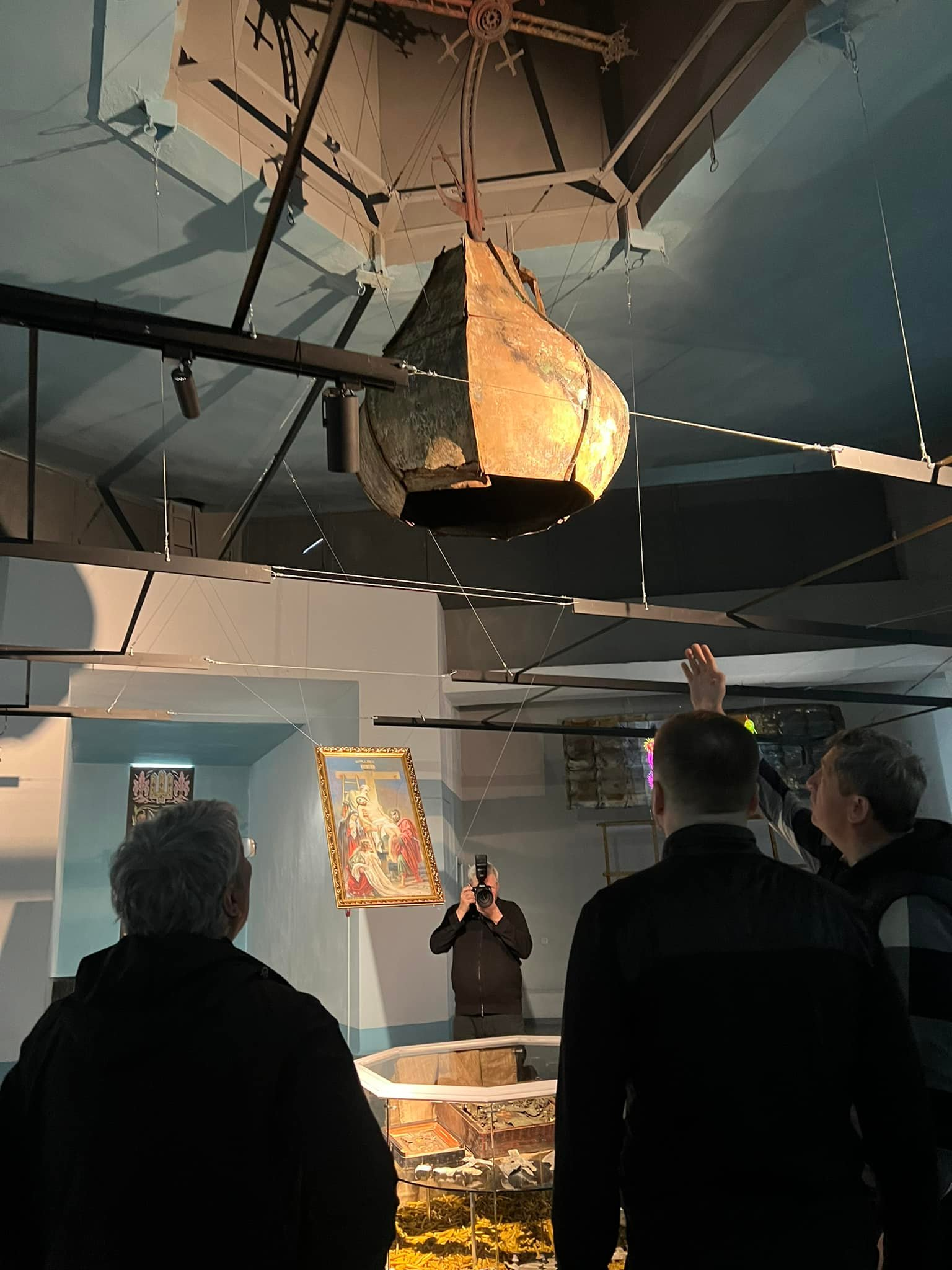
Купол церкви в музеї